# Mbarara
Mbarara est une ville du Sud-Ouest de l'Ouganda, non loin de la frontière tanzanienne. Elle est située à 266 km de la capitale Kampala. C'est la capitale du district de Mbarara.
La ville compte environ 80 000 habitants. Elle est le siège de l'université de Mbarara, fondée en 1989.

## Transport
La route Transafricaine 8 Lagos-Mombasa passe par Mbarara.

## Religion
Mbarara est le siège d'un archevêché catholique.

## Personnalités liées à la commune
- Winnie Byanyima (1959-), femme politique ougandaise.